# Моисей (Вересич)
Епископ Моисей (серб. Епископ Мојсије, в миру Максим Вересич, серб. Максим Вересић; 1835, село Страгари, Крагуевацкий округ — 4 октября 1896, Белград) — епископ Белградской митрополии, епископ Неготинский.

## Биография
Родился в селе Страгари Крагуевачского округа в семье Йована и Стане Вересич.
Принял постриг в монастыре Благовещение Рудницкое, после чего поступил в Белградскую духовную семинарию.
Стал диаконом у епископа Шабацкого Михаила (Йовановича), который и послал его в Киевскую духовную академию, которую окончил в 1863 году со степенью кандидата богословия.
После завершения образования стал в 1862 году писарем Белградской консистории, а с 1866 года суплентом Белградской семинарии.
14 сентября 1868 года поставлен во епископа Шабацкого.
С 6 февраля 1869 года — член-корреспондент Сербского научного общества.
19 октября 1874 года отправлен на пенсию.
10 июня 1880 года назначен епископом Неготинским.
После изгнания митрополита Михаила в 1881 году правительство Сербии назначило его администратором митрополии. По отзыву русского консула Алексея Беляева епископ Моисей «окончательно он отнюдь не был выбран митрополитом, так как самостоятельностью своего характера показался опасным тогдашнему правительству».
После избрания митрополитом Белградским Феодосия (Мраовича) был включён в состав администрации нового митрополита, но вскоре вновь был уволен на пенсию.
Имел нетипичную внешность (слабое развитие волосяного покрова на лице), из-за чего получил название Моисея Лысого в памфлетах, переполнявших Сербию, бурлившую от церковно-политических интриг.
C ноября 1892 года — почётный член Сербской королевской академии.
Скончался 4 октября 1896 года в Белграде в звании государственного советника. Похоронен в крипте церкви святого Марка.